# Crinocraspeda excisa
Crinocraspeda excisa är en fjärilsart som beskrevs av Alfred Ernest Wileman 1910. Crinocraspeda excisa ingår i släktet Crinocraspeda och familjen ädelspinnare. Inga underarter finns listade i Catalogue of Life.